# Anestīs Argyriou
Anestīs Argyriou (in greco: Ανέστης Αργυρίου; Veria, 4 gennaio 1988) è un ex calciatore greco, di ruolo centrocampista.

## Caratteristiche tecniche
È un terzino destro.

## Carriera

### Club
Dopo aver militato nel settore giovanile del GAS Veria, nel 2007 si trasferisce al Panthrakikos, dove rimane fino al 2010. Successivamente passa all'AEK Atene, con cui disputa due stagioni. Nel 2012 si sposta in Scozia per vestire la maglia dei Rangers, squadra con cui rimane fino al settembre 2013, quando rimane svincolato.
Nel 2014 firma con lo Zawisza Bydgoszcz, formazione polacca militante in Ekstraklasa. L'anno successivo si trasferisce a Cipro, all'Ethnikos Achnas, dove gioca per sei mesi, concludendo poi la stagione da svincolato.
Nel 2016 fa ritorno in Grecia, ingaggiato dall'Agrotikos Asteras. Anche in questo caso, al termine della stagione lascia la squadra da svincolato. Nel gennaio del 2018 si accorda con il Naoussa, per poi trasferirsi, nell'estate dello stesso anno, all'Almopos Aridea.

### Nazionale
Ha giocato nelle nazionali giovanili greche Under-17 ed Under-21.

## Palmarès

### Club

#### Competizioni nazionali
- Coppa di Grecia: 1

AEK Atene: 2010-2011
- Scottish Third Division: 1

Rangers: 2012-2013